# Darlington, Wisconsin
Darlington este sediul comitatului Lafayette, statul Wisconsin, SUA.
1. ↑  2010 U.S. Gazetteer Files, accesat în 9 iulie 2020